# Liga Narodów UEFA Kobiet (2025)/Grupa A1
W Grupie A1 Ligi Narodów Kobiet 2025 brały udział następujące zespoły:
- Austria
- Holandia
- Niemcy
- Szkocja

## Tabela
| Lp. | Drużyna     | M | Mecze | Mecze | Mecze | Bramki | Bramki | Bramki | Pkt |
| Lp. | Drużyna     | M | W     | R     | P     | +      | −      | +/−    | Pkt |
| --- | ----------- | - | ----- | ----- | ----- | ------ | ------ | ------ | --- |
| 1.  | Niemcy (A)  | 6 | 5     | 1     | 0     | 26     | 4      | +22    | 16  |
| 2.  | Holandia    | 6 | 3     | 2     | 1     | 11     | 10     | +1     | 11  |
| 3.  | Austria     | 6 | 2     | 0     | 4     | 7      | 16     | −9     | 6   |
| 4.  | Szkocja (E) | 6 | 0     | 1     | 5     | 3      | 15     | −12    | 1   |

## Wyniki
| 21 lutego 2025 18:00 CET | Austria · Purtscheller 14' | 1:0(1:0)Raport | Szkocja | Keine Sorgen Arena, Ried im Innkreis Widzów: 1 750 Sędzia: Silvia Gasperotti |
|                          |                            |                |         |                                                                              |

| 21 lutego 2025 20:45 CET | Holandia · Beerensteyn 13', 66' | 2:2(1:1)Raport | Niemcy · 45+1' Schüller · 50' Nüsken | Rat Verlegh Stadion, Breda Widzów: 11 013 Sędzia: Maria Caputi |
|                          |                                 |                |                                      |                                                                |

| 25 lutego 2025 18:15 CET | Niemcy · Freigang 39' · Dallmann 55' · Hoffmann 70' · Endemann 82' | 4:1(1:1)Raport | Austria · 3' Schasching | Max-Morlock-Stadion, Norymberga Widzów: 14 394 Sędzia: Ivana Martinčić |
|                          |                                                                    |                |                         |                                                                        |

| 25 lutego 2025 20:30 CET | Szkocja · Lawton 34' | 1:2(1:0)Raport | Holandia · 54' Beerensteyn · 64' Grant | Hampden Park, Glasgow Widzów: 3 183 Sędzia: Stéphanie Frappart |
|                          |                      |                |                                        |                                                                |

| 4 kwietnia 2025 20:00 CEST | Holandia · Groenen 12' · Egurrola 48' · Spitse 76' (k) | 3:1(1:0)Raport | Austria · 90+4' Plattner | Erve Asito, Almelo Widzów: 9 000 Sędzia: Désirée Grundbacher |
|                            |                                                        |                |                          |                                                              |

| 4 kwietnia 2025 20:35 CEST | Szkocja | 0:4(0:2)Raport | Niemcy · 2' Senß · 21' (sam.) Howard · 57' Zicai · 59' Schüller | Tannadice Park, Dundee Widzów: 6 172 Sędzia: Tess Olofsson |
|                            |         |                |                                                                 |                                                            |

| 8 kwietnia 2025 17:45 CEST | Niemcy · Cerci 51', 56', 76' · Hoffmann 63', 65' · Freigang 67' | 6:1(0:1)Raport | Szkocja · 40' Weir | Volkswagen Arena, Wolfsburg Widzów: 16 102 Sędzia: Jana Adámková |
|                            |                                                                 |                |                    |                                                                  |

| 8 kwietnia 2025 18:15 CEST | Austria · Hickelsberger 9' | 1:3(1:1)Raport | Holandia · 10' Kaptein · 57' van de Donk · 69' Miedema | Cashpoint Arena, Altach Widzów: 2 350 Sędzia: Ewa Augustyn |
|                            |                            |                |                                                        |                                                            |

| 30 maja 2025 20:30 CEST | Niemcy · Dallmann 9' · Schüller 25', 48' · Linder 45' | 4:0(4:0)Raport | Holandia | Weserstadion, Brema Sędzia: Alina Peşu |
|                         |                                                       |                |          |                                        |

| 30 maja 2025 20:35 CEST | Szkocja | 0:1(0:0)Raport | Austria · 42' Hickelsberger | Hampden Park, Glasgow Sędzia: Marta Huerta de Aza |
|                         |         |                |                             |                                                   |

| 3 czerwca 2025 20:30 CEST | Holandia · Roord 10' | 1:1(1:1)Raport | Szkocja · 27' McGovern | Koning Willem II Stadion, Tilburg Sędzia: Silvia Gasperotti |
|                           |                      |                |                        |                                                             |

| 3 czerwca 2025 20:30 CEST | Austria | 0:6(0:6)Raport | Niemcy · 1', 39' Lohmann · 9' Schüller · 26' Cerci · 31' Bühl · 43' Freigang | Franz Horr Stadion, Wiedeń Sędzia: Ivana Projkovska |
|                           |         |                |                                                                              |                                                     |

## Strzelczynie

### 5 goli
- Lea Schüller

### 4 gole
- Selina Cerci

### 3 gole
- Lineth Beerensteyn
- Laura Freigang

- Giovanna Hoffmann

### 2 gole
- Julia Hickelsberger
- Linda Dallmann
- Sydney Lohmann

### 1 gol
- Maria Plattner
- Lilli Purtscheller
- Annabel Schasching
- Damaris Egurrola
- Chasity Grant
- Jackie Groenen
- Wieke Kaptein
- Vivianne Miedema
- Jill Roord
- Sherida Spitse
- Daniëlle van de Donk
- Klara Bühl
- Vivien Endemann
- Sarai Linder
- Sjoeke Nüsken
- Elisa Senß
- Cora Zicai
- Emma Lawton
- Kathleen McGovern

### Gole samobójcze
- Sophie Howard (dla Niemiec)